# CRギンギラパラダイス クジラッキーと砂漠の国
『CRギンギラパラダイス クジラッキーと砂漠の国』（シーアールギンギラパラダイス クジラッキーとさばくのくに）は、2015年9月7日に三洋物産から発売されたデジパチタイプのパチンコ。型式名は「CRギンギラパラダイス4」。
同日にミドルタイプが、2016年4月11日には遊パチタイプがそれぞれ発売された。

## 機種一覧
| 名称                                                       | 発売          |
| ---------------------------------------------------------- | ------------- |
| CRギンギラパラダイス クジラッキーと砂漠の国 MAXタイプ      | 2015年9月7日  |
| CRギンギラパラダイス クジラッキーと砂漠の国 強ミドルタイプ | 2015年9月7日  |
| CRAギンギラパラダイス クジラッキーと砂漠の国 SUNSET99ver.  | 2016年4月11日 |

## 概要
ギンギラパラダイスシリーズ第4弾。前作『CRギンギラパラダイス 情熱カーニバル』より1年ぶりの新作となっており、V確変ループ機となっている。前作はブラジルが舞台となっていたが、本作はエジプトやピラミッドが舞台となっている。通常時は左打ちで消化し、大当たりラウンド中や電サポ中は右打ちで消化する。アタッカーは盤面右下に配置されており、その右側には4個賞球のBONUS PLUSが設置されている。本作限定で結成されたユニット「ギンギラ★ガールズ」が登場する。メイン液晶の他にデュアルサブ液晶（2つのサブ液晶）が搭載されている。
2016年に発売された遊パチタイプは、時短突破型のV確変3回ワンセットタイプとなっている。

## 図柄
- 1. タコ
- 2. ハリセンボン
- 3. カメ
- 4. サメ
- 5. エビ
- 6. アンコウ
- 7. シュゴン
- 8. エンゼルフィッシュ
- 9. カニ
- カサゴ

### 大当たり表示とラウンド数
| 型式 | SUPER LUCKY     | LUCKY   |
| ---- | --------------- | ------- |
| XMA  | 15R確変         | 15R通常 |
| YMA  | 15R確変 10R確変 | 10R通常 |
| WBA  | 16R 8R          | 4R      |

## モード
シンプルモード
シンプルなモード。
海底秘境モード
リーチ成立後のステップアップ予告がメインのモード。『CR大海物語』のトレジャーステージが基となっている。
エジプシャンモード
ミニキャラのステップアップ予告とボタンを使用する演出がメインのモード。『CRスーパー海物語』のハワイモードが基となっている。

## 予告演出
予告なし
リーチ成立直後に演出が起こらないこと。ノーマルリーチ発展濃厚となる。
泡予告
リーチ成立直後に画面下部から泡が発生する演出。スーパーリーチに発展する可能性がある。
大泡予告
リーチ成立直後に画面下部から通常よりも大きな泡が発生する演出。ノーマルリーチ発展濃厚となり、大当たりまたは半コマズレのハズレとなる（半コマズレ停止でも再始動する場合がある）。スーパーリーチに発展した場合は、法則崩れにより大当たり濃厚となる。
魚群予告
リーチ成立直後に画面右側から魚群が通過する演出。期待度が高い演出であり、スーパーリーチ発展濃厚となる。ノーマルリーチに発展した場合は、法則崩れにより大当たり濃厚となる。確変中に発生して大当たりした場合は確変大当たり濃厚となる。
ステップアップ予告
海底秘境モード専用演出。
リーチ成立時に3段階のステップが発生する演出。
ステップ1はリーチ成立直後に泡が発生する。ステップ1が発生しなかった場合はノーマルリーチ濃厚となる。大泡が発生した場合は大当たりまたは半コマズレのハズレとなる。
ステップ2はステップ1の泡演出の直後にクラゲが発生する。ステップ2が発生した時点でスーパーリーチ発生濃厚となる。
ステップ3はスーパーリーチ発展時に画面タッチを促される。画面をタッチするとクラゲまたは魚群が出現する。魚群が出現すれば期待度が高くなる。
開けゴマ予告
海底秘境モード及びエジプシャンモード専用演出。
リーチ成立直後にデュアルサブ液晶が閉じて回転し扉に変化し、マリンが扉を開けようとする演出。扉が開くと泡、クラゲ、魚群の順番でステップアップが発生し、魚群まで発生すると期待度が高くなる。扉の色によっても期待度が変化する。
SUNSET99ver.では、マリンではなく佐野ひなこが登場し扉を開けようとする。
ミニキャラステップアップ予告
エジプシャンモード専用演出。
ミニキャラが出現するステップアップ演出。
ステップ1ではミニキャラが2人出現する。
ステップ2ではミニキャラが2人出現して4人になる。
ステップ3はリーチ成立時に発生する場合があり、センターにミニキャラが出現して5人になる。マリンが登場するとマリンちゃんリーチに発展する。ワリンだとワリンリーチに発展する。ウリンだとスーパーリーチに発展する。
ステップ4は、ステップ3発生後に5人のミニキャラが画面手前側にジャンプして来る。
地図ステップアップ予告
エジプシャンモード専用演出。
変動中に地図とミニキャラが出現するステップアップ演出。背景の地図は時間が動くようになっており、夕方になるとリーチ成立濃厚となり、夜になるとスーパーリーチ発展濃厚となる。
ステップ1ではミニキャラが1人出現する。
ステップ2ではミニキャラが1人出現して2人になる。この時にミニキャラが魔法の絨毯に乗っていると期待度が高くなる。
ステップ3ではミニキャラが2人出現して4人になる。ミニキャラがスキップをすると期待度が高くなる。
ステップ4は、リーチ成立時に発生する場合があり、センターにミニキャラが出現して5人になる。マリンだとマリンちゃんリーチに発展、ワリンだとワリンリーチに発展、ウリンだとスーパーリーチに発展、魔人だとアメイジングタイムに突入する。
アメイジングタイム
エジプシャンモード専用演出。
地図ステップアップ予告から発展する。スーパーリーチ発展時にサブ液晶が閉まりボタンプッシュを促される。
マンボウ予告
エジプシャンモード専用演出。
リーチ成立直後に画面にマンボウが出現する演出。マンボウの種類によって期待度が変化する。

## 保留先読み予告
保留変化予告
海底秘境モード専用演出。
保留アイコンのスフィンクスに変化が起こる演出。演出によって期待度が変化する。
保留変化キャラ予告
エジプシャンモード専用演出。
保留アイコンの魔人に変化が起こる演出。演出によって期待度が変化する。
チャンス目前兆予告
チャンス目（同一図柄が非テンパイ形で液晶画面内に3つ停止）が停止する演出。停止すると効果音とエフェクトも発生し、連続するほど期待度が高くなる。3回連続で発生するとリーチ成立濃厚となる。
背景変化予告
シンプルモード専用演出。
変動開始時に背景が何かしらの変化が起こる演出。日差しが射す、潮の流れが速くなる、泡が湧き出る、マリンスノーが発生する等の変化が起きる。
背景キャラ通過予告
シンプルモード専用演出。
変動中にキャラクターが通過する演出。バラクーダまたはナポレオンフィッシュが通過する。2匹が通過すると期待度が高くなる。
停止順変化予告
通常は上段、下段、中段の順番で図柄が停止するが、それ以外の順番で停止する演出。
変動順変化予告
変動開始時の図柄の変動方向と変動順が通常とは異なる演出。
図柄変化予告
変動開始時、図柄が何らかのアクションを起こしてから回転が始まる演出。
ホルスの目よ、赤く染まれ演出
盤面上部にあるホルスの目役物が赤く点滅する演出。変動開始時、図柄停止時、リーチ成立時、スーパーリーチ発展時など様々なタイミングで発生する。
ダブルアップゾーン
変動中に発生するチャンスゾーン。チャンス目停止が連続するほど期待度が高くなる。
魔法の絨毯ゾーン
エジプシャンモード専用演出。
変動中に発生するチャンスゾーン。マリンが魔法の絨毯に乗って登場する。チャンス目停止が連続するとワリン、ウリンも登場し期待度が高くなる。
ドッキドキゾーン
ギンギラモード専用演出。
変動中に発生するチャンスゾーン。背景には佐野ひなこのムービーが流れる。ゾーン中に大当たりすると確変大当たり濃厚となる。
レーダー予告
海底秘境モード専用演出。
変動中に上部のサブ液晶に魚群レーダーが映し出される演出。レーダーの色や魚の数によって期待度が変化する。
アングル予告
エジプシャンモード専用演出。
変動中に画面のアングルが上左奥のいずれかに移動する演出。移動するとアイテムが出現する。奥側に移動すると開けゴマ予告に発展する。
クリスタルステップアップ予告
エジプシャンモード専用演出。
変動中に上部のサブ液晶でルーレットが作動する演出。同じアイコンが3つ停止すると期待度が高くなる。アイコンが揃った後も再び作動して別のアイコンが揃う場合もある。
図柄停止あおり予告
ギンギラモード専用演出。
変動中に図柄が画面上に大きく表示され、図柄停止をあおる演出。
魔人くしゃみ予告
ギンギラモード専用演出。
下側のサブ液晶右側にいる魔人がくしゃみをする演出。くしゃみをした際に「チャンス」の文字が出てくるとリーチ成立濃厚となる。マリン&ワリン&ウリンが出てくると超SPリーチ発展濃厚となる。
カウントダウン予告
ギンギラモード専用演出。
変動中に数字が出現しカウンドダウンが始まる演出。カウンドダウン中はチャンス目が停止する。0になるとリーチが成立する。「GO!GO!」の文字が出現すると期待度が高くなる。
スポットライト予告
ギンギラモード専用演出。
変動中の画面にスポットライトの光が出現する演出。光の色によって期待度が変化する。

## チャンスボタン演出
ブレーキアクション
リーチ後から図柄停止までの間にボタンを押すと変動中の中段図柄が反応しブレーキアクションをする。中段図柄の目が大きくなると期待度がやや高くなる。炎目になると期待度がさらに高くなり、ハート目になると奇数図柄での大当たり濃厚となる。
奇数昇格演出
偶数図柄で大当たりをした瞬間にボタンを押すと、奇数昇格演出が発生する場合のみギンギラ★ガールズがカットインされる演出。
図柄アクション予告
リーチが成立した際に画面をタッチすると図柄が動き、アイコンを表示させる演出。アイコンは星、エクスクラメーションマーク、音符、ハートの4種類があり、音符の場合はスーパーリーチ成立濃厚（ノーマルリーチ成立の場合は大当たりまたは半コマズレ）、ハートの場合は大当たり濃厚となる。
裏ボタン演出
マリンちゃんリーチが発生した際に画面をタッチすると、マリンがさまざまなアクションを行う演出。マリンが右手を振る、左手を振る、ダブルピースをするの3種類がある。左手を振った場合は期待度が高くなる。ダブルピースの場合は大当たり濃厚となる。

## リーチ演出
ノーマルリーチ
特に何も起こらないリーチ演出。期待度は低い。
珊瑚礁リーチ
シンプルモード専用演出。
シングルリーチから発展し、画面下部から珊瑚礁が出現する演出。期待度は予告により変化する。
ジュエルリーチ
海底秘境モード専用演出。
シングルリーチから発展し、画面下部からツタンカーメン像が出現する演出。通常より宝石が多いと期待度が高くなる。
スフィンクスリーチ
エジプシャンモード専用演出。
シングルリーチから発展し、画面下部からスフィンクスが出現する演出。スフィンクスの目が赤く光れば期待度が高くなる。
黒潮リーチ
シンプルモード専用演出。
シングルリーチから発展し、画面に黒潮が流れる演出。黒潮の中に海ガメやエイがいると期待度が高くなる。
ランタナの花リーチ
海底秘境モード専用演出。
シングルリーチから発展し、画面にランタナの花が出現する演出。通常よりも花や花弁が多ければ期待度が高くなる。
砂嵐リーチ
エジプシャンモード専用演出。
シングルリーチから発展し、画面に砂嵐が吹き荒れる演出。砂が光っている場合は期待度が高くなる。
マリンちゃんリーチ
ダブルリーチから発展し、画面上部からマリンが登場する演出。期待度は予告により変化する。シンプルモードでは、マリンの人差し指の間隔が通常より狭い場合は期待度が高くなる。海底探索モードでは、マリンの踊りが通常より激しい場合は期待度が高くなる。エジプシャンモードでは、マリンの踊りの振付が通常と異なる場合は期待度が高くなる。演出中に画面をタッチするとシルエットが現れる。シルエットの種類によって期待度が変化する。
5図柄一直線リーチ
シングルリーチから発展する。スーパーリーチ発展時に上下のサブ液晶にもリーチ図柄が出現し、4つの図柄が一直線に並ぶ演出。
SUNSET99ver.では佐野ひなこが登場する。
超SPリーチ
マリン、ワリン、ウリンが登場し、5ラインリーチが発生する演出。
ウリンチャレンジ
MAXタイプと強ミドルタイプに搭載。
中段の中央にカサゴ図柄が停止すると発展する場合がある。ウリンが登場し、画面タッチを促される。タッチすると泡が魚群が出現する。カサゴ図柄が揃うと大当たりとなる。
演出発生時のタイトルコールで「驚! ウリンチャレンジ」または「激! ウリンチャレンジ」と表示される場合もあり、驚!の場合は発展濃厚となり、激!の場合は期待度が高くなる。
ひなこチャレンジ
SUNSET99ver.に搭載。
中段の中央にカサゴ図柄が停止すると発展する場合がある。佐野ひなこが登場し、画面タッチを促される。タッチすると泡が魚群が出現する。カサゴ図柄が揃うと大当たりとなる。
ワリンリーチ
海底秘境モード及びエジプシャンモード専用演出。
ワリンが乗り物に乗って出現する演出。海底秘境モードではサンドヨットに、エジプシャンモードではラクダに乗っている。動物がワリンを追いかけて来れば期待度が高くなる。
押しボタン演出
エジプシャンモード専用演出。
スーパーリーチに発展した際に画面にボタンアイコンが出現し、ボタンプッシュを促される演出。ボタンを押すと泡または魚群が出現する。ボタンアイコンがクマノミ柄だと大当たり濃厚となる。
魔人SPリーチ
エジプシャンモード専用演出。
魔人が出現しボタンプッシュが促される演出。ボタンを押してファラオッキーフラッシュが鳴れば大当たり濃厚となる。
SUNSET99ver.では魔人ではなく佐野ひなこが登場する。
魔法の風リーチ
ギンギラモード専用演出。
魔法の風が発生しボタンプッシュが促される演出。シングルリーチから発展した場合はダブルリーチに変化する。
コマ送りチャンス
ギンギラモード専用演出。
奇数図柄のシングルリーチから発展し、背景が黄色になり中段図柄がコマ送りのように変動する演出。
ファラオッキーリーチ
ギンギラモード専用演出。
背景にコスモが発生しボタンプッシュを促される演出。ボタンを押してファラオッキーフラッシュが発生すると大当たりとなる。
アツアツひなこリーチ
SUNSET99ver.に搭載。サンセットタイム専用演出。
背景に佐野ひなこが登場しボタンプッシュを促される演出。ボタンを押すと大当たりまたはハズレとなる。

## プレミアム演出
魚群系プレミアム
魚群予告に関するプレミアム演出。数種類存在する。
赤魚群
赤魚群（実際には赤色と紫色が混ざったような魚群）が出現する演出。後述のサム系プレミアムに発展する。
超魚群
魚群が途切れずに図柄が揃うまで出現し続ける演出。
メガ魚群
巨大な魚の群れが出現する演出。
サム系プレミアム
各スーパーリーチ中にサムが出現すれば奇数図柄での大当たりが濃厚となる。
マッスル珊瑚礁リーチ
シンプルモード専用演出。
シングルリーチから発展する。珊瑚礁リーチが発生した際に、サムが画面下部から珊瑚礁を持ち上げて登場する。
ダイビングリーチ
シンプルモード専用演出。
シングルリーチから発展する。黒潮リーチが発生した際に、画面右側からサムが泳いで登場する。
マッスルジュエルリーチ
海底秘境モード専用演出。
シングルリーチから発展する。
ジュエルリーチが発生した際に、サムが画面下部からツタンカーメン像を持ち上げて登場する。
ランタナの花サムリーチ
海底秘境モード専用演出。
シングルリーチから発展する。
ランタナの花リーチが発生した際な、サムが画面右側から泳いで登場する。
マッスルスフィンクスリーチ
エジプシャンモード専用演出。
シングルリーチから発展する。スフィンクスリーチが発生した際に、サムが画面下部からスフィンクスを持ち上げて登場する。
砂嵐サムリーチ
エジプシャンモード専用演出。
シングルリーチから発展する。砂嵐リーチが発生した際に、画面右側からサムが登場する。
ポージングリーチ
ダブルリーチから発展し、マリンの代わりにサムが画面上部から登場する。
サムリーチ
海底秘境モード及びエジプシャンモード専用演出。
ワリンの代わりにサムが出現する演出。海底秘境モードではサンドヨットに乗って、エジプシャンモードではラクダに乗って出現する。
ボイスプレミアム
変動開始時やリーチ成立時などにマリン、ワリン、ウリン、サム、ギンギラガールズのいずれかのボイスが流れる演出。リーチ成立時のマリンのボイスの場合は、通常と異なるボイスが該当する。
枠外プレミアム
図柄が枠外で揃った場合、効果音の後に図柄が枠内に移動し大当たりとなる演出。必ず発生する訳ではない。
枠上プレミアム
中段図柄と下段図柄が同じ図柄で停止した際、全図柄が上方向に移動して図柄が揃った状態で戻る演出。
突当たり
リーチが成立したが、リーチ成立を知らせるのボイスが流れずそのまま大当たりになる演出。
ビタ止まり
リーチ成立中に中段の図柄が壁にぶつかったかのように停止して大当たりになる演出。
親子図柄変化プレミアム
リーチ成立時、リーチになった上段図柄と下段図柄、中段の全ての図柄が親子図柄（2図柄、7図柄、8図柄）と単体図柄（1図柄、3図柄、4図柄、5図柄、6図柄、9図柄）が入れ替わる演出。
オール当たりプレミアム
ノーマルリーチ発展時、中段の図柄が全てリーチ図柄に変化する演出。
リベンジプレミアム
半コマズレハズレ時、直後に画面に映っている全図柄の表情が変化し、中段の図柄が動いて大当たりになる演出。
逆変動
上段図柄と下段図柄が左側から右側に変動する演出。通常は右側から左側に変動する。
入れ替わりプレミアム
6図柄の数字が反転して9図柄に変化する演出。3つのパターンがある。
中図柄回転
9図柄のシングルリーチの際に中段に6図柄が停止して、中段の6図柄の数字が反転して9図柄に変化して大当たりになる演出。
上下図柄回転
6図柄のシングルリーチの際に中段に9図柄が停止して、上段と下段の6図柄の数字が反転して9図柄に変化して大当たりになる演出。
リーチ図柄回転
6図柄のシングルリーチの際に発生し、上段と下段の数字が反転して9図柄のリーチに変化する。
ブランク図柄クジラッキープレミアム
リーチ成立時、中段のブランク図柄がクジラッキーに変化する演出。

## 大当たりラウンド演出

### 大当たりラウンド突入前
ファイナルチャンス
偶数図柄が揃った直後に突入する昇格演出。ボタンプッシュが促され、プッシュすると偶数図柄か奇数図柄が出現する。
ミラクルチャンス
偶数図柄が揃った直後に突入する昇格演出。ボタン長押しが促され、押すと偶数図柄か奇数図柄が出現する。

### 大当たりラウンド中
ボタンプッシュチャンス
シンプルモード専用演出。
通常大当たりのラウンド中に発生する昇格演出。ラウンド中にマリンのミニキャラが出現し、ボタンプッシュを促される演出。ボタンを押してファラオッキーフラッシュが鳴れば確変大当たりに昇格する。ボタンアイコンが点滅していたり通常より大きいと、昇格の期待度が高くなる。
クジラッキーチャンス（海底秘境モード）
海底秘境モード専用演出。
通常大当たりのラウンド中に発生する昇格演出。マリンとワリンがサンドバギーに乗ってクジラッキーを追いかける演出。ボタン長押しを促され、クジラッキーを捕まえることができれば確変大当たりに昇格する。タイトルコールの時にミイラがいたり、赤いエフェクトが発生すると昇格の期待度が高くなる。
クジラッキーチャンス（エジプシャンモード）
エジプシャンモード専用演出。
通常大当たりのラウンド中に発生する昇格演出。ランプに吸い込まれそうになっているクジラッキーをマリンとワリンとウリンが助け出そうとする演出。ボタン連打を促され、クジラッキーを救い出すことができれば確変大当たりに昇格する。ランプが通常と異なる物だったり、ランプの周りの財宝が通常より多いと昇格の期待度が高くなる。
ひなこチャンス
ギンギラモード専用演出。
通常大当たりのラウンド中に発生する昇格演出。佐野ひなこが登場に画面タッチを促される。画面をタッチしてファラオッキーフラッシュが鳴れば確変大当たりに昇格する。

### 大当たりラウンド終了後
金魚群
大当たりラウンド終了後のエンディング画面で金魚群が出現する演出。保留内で奇数図柄揃いの大当たりが濃厚となる。

## その他演出
再始動
リーチが外れた際に、中段図柄が再び動き出して大当たりになる演出。ダブルリーチで発生した場合は奇数図柄での大当たりとなる。
昇格スクロール
通常図柄で大当たりした直後に、図柄が高速に動き出して確変図柄に昇格する演出。
マリンちゃん2段階
マリンちゃんリーチで偶数図柄が揃った直後、マリンが掛け声とともに中段図柄をビンタして再始動が起き、もう片方のリーチ図柄である奇数図柄揃いの大当たりになる演出。
ロングリーチ
ノーマルリーチやスーパーリーチが止まらず長く変動し続ける演出。この演出が発生すると機種によってさまざまな演出に発展する。
法則崩れ
さまざまな予告で発生する。予告なしからスーパーリーチに発展する、魚群予告からノーマルリーチに発展する、大泡予告からスーパーリーチに発展するなどがあり、発生すると大当たり濃厚となる。

## ファラオッキーフラッシュ
ファラオッキーの形をした役物でサブ液晶の裏側にあり、チャイム音と共に光る。主に一発告知としての機能を果たすが、大当たりラウンド中の演出にも使われている。ショートは図柄揃いの大当たり、ロングは奇数図柄揃いの大当たりとなる。

## 大当たり・確変・時短

### MAXタイプ・強ミドルタイプ
V確変ループタイプとなっており、大当たりラウンド終了後は基本的に奇数図柄大当たりだと確変（ギンギラモード）に突入し、偶数図柄大当たりだと100回の時短（チャンスタイム）に突入する。偶数図柄大当たりの場合は、図柄揃い直後にファイナルチャンスまたはミラクルチャンスに突入し、奇数図柄に昇格する場合がある。ファイナルチャンスで昇格しなかった場合でも、ラウンド中にSUPER LUCKYに昇格する場合がある。 図柄揃い直後またはファイナルチャンス直後にはV入賞が促され、アタッカーに入賞することで大当たりラウンドが開始される。確変突入はV入賞が条件となっており、SUPER LUCKYになった際にV入賞をさせないと通常大当たり扱いとなり、大当たりラウンド終了後は時短（チャンスタイム）に突入する。2ラウンド確変も搭載されており、3・4・1図柄停止で突入する。大当たりラウンド時、確変中、時短中は右打ちする仕様になっている。

### SUNSET99ver.
時短突破型のV確変3回ワンセットタイプとなっている。初当たりを獲得すると、大当たりラウンド終了後に必ず時短（SUNSETチャレンジ）に突入する。時短中に大当たりすると、3回ワンセット確変（SUNSET TIME）に突入する。確変突入はV入賞が条件となっている。3回目の確変大当たり終了後は50回の時短（SUNSETチャレンジ）に突入する。ここの時短で大当たりを獲得すると再び3回ワンセット確変（SUNSET TIME）に突入する。大当たりラウンド時、確変中、時短中は右打ちする仕様になっている。

## プレミアムラウンド

### MAXタイプ・強ミドルタイプ
- 1回目：いつものラウンド、マリン&ワリン&ウリン+サムが歌う「ギンギラ★ガールズ参上!!」
- 2回目：マリン&ワリン&ウリン+サムが歌う「ギンギラパラダイス 〜メラメラ!エレクトロver.〜」
- 3回目：マリン&ワリン&ウリン+サムが歌う「ラッキー!ハッピー!パラダーイス」
- 4回目：マリンが歌う「海物語 〜Go!Go! SEA STORY〜」
- 5回目：マリンが歌う：「〜夏〜 ドキドキ☆サマードライブ ≪Remix≫」
- 6回目：マリンが歌う：「トコナツ☆バケーション ≪Remix≫」
- 7回目：ウリンが歌う：「キラキラ☆彡ハッピー ≪Remix≫」
- 8回目：マリン&ワリンが歌う：「VIVA!情熱カーニバル ≪Remix≫」
- 9回目：マリン（葉月ゆら）が歌う「ラブ☆ダッシュ ≪Remix≫」
- 10回目：「sea storys 8bit Remix」
- 11回目：「sea storys EDM Remix」
- 20回目：マリンが歌う「月と太陽の出会い」

### SUNSET99ver.
- いつものラウンド
- マリン&ワリン&ウリン+サムが歌う「ギンギラ★ガールズ参上!!」
- マリン&ワリン&ウリン+サムが歌う「ギンギラパラダイス 〜メラメラ!エレクトロver.〜」
- マリン&ワリン&ウリン+サムが歌う「ラッキー!ハッピー!パラダーイス」
- マリンが歌う「海物語 〜Go!Go! SEA STORY〜」
- マリンが歌う：「〜夏〜 ドキドキ☆サマードライブ ≪Remix≫」
- マリンが歌う：「トコナツ☆バケーション ≪Remix≫」
- ウリンが歌う：「キラキラ☆彡ハッピー ≪Remix≫」
- マリン&ワリンが歌う：「VIVA!情熱カーニバル ≪Remix≫」
- マリン（葉月ゆら）が歌う「ラブ☆ダッシュ ≪Remix≫」
- 「sea storys 8bit Remix」
- 「sea storys EDM Remix」
- マリンが歌う「月と太陽の出会い」
- マリンが歌う「完熟!スイート☆トロピカーナ」

## スペック
| 型式                 | 型式                 | XMA                                  | YMA                                              | WBA | WBA |
| -------------------- | -------------------- | ------------------------------------ | ------------------------------------------------ | --- | --- |
| 特賞種別             | 特賞種別             | デジパチ                             | デジパチ                                         | デジパチ | デジパチ |
| 大当たり確率         | 通常時               | 1/399.6                              | 1/259.0                                          | 1/99.9 | 1/99.9 |
| 大当たり確率         | 高確率時             | 1/118.0                              | 1/102.2                                          | 1/13.0 | 1/13.0 |
| タイプ               | タイプ               | マックス                             | ミドル                                           | 遊パチ | 遊パチ |
| 賞球数               | 賞球数               | 3 & 1 & 4 & 10 & 12                  | 1 & 4 & 10 & 12                                  | 4 & 1 & 3 & 4 & 8 | 4 & 1 & 3 & 4 & 8 |
| ラウンド・カウント数 | ラウンド・カウント数 | 15R or 2R・8C                        | 15R or 10R or 2R・8C                             | 16R or 8R or 4R・9C | 16R or 8R or 4R・9C |
| 大当たりシステム     | 大当たりシステム     | V確変ループ                          | V確変ループ                                      | 3回リミットV確変 | 3回リミットV確変 |
| 確変突入率           | 上始動口             | 50/100（50%）                        | 55/100（55%）                                    | - | - |
| 確変突入率           | 下始動口             | 75/100（75%）                        | 70/100（70%）                                    | 100/100（100%、3回リミット） | 100/100（100%、3回リミット） |
| 大当たりの内訳       | 上始動口             | 15R確変：44% 2R確変：6% 15R通常：50% | 15R確変：45% 10R確変：3% 2R確変：7% 10R通常：45% | 8R通常（時短100回）：1% 8R通常（時短75回）：4% 8R通常（時短50回）：45% 4R通常（時短100回）：1% 4R通常（時短75回）：1% 4R通常（時短50回）：8% 4R通常（時短25回）：37% | 8R通常（時短100回）：1% 8R通常（時短75回）：4% 8R通常（時短50回）：45% 4R通常（時短100回）：1% 4R通常（時短75回）：1% 4R通常（時短50回）：8% 4R通常（時短25回）：37% |
| 大当たりの内訳       | 下始動口             | 15R確変：69% 2R確変：6% 15R通常：25% | 15R確変：60% 10R確変：3% 2R確変：7% 10R通常：30% | 16R確変：2% 8R確変：49% 4R確変：49% | 【リミット到達時】 16R通常（時短50回）：2% 8R通常（時短50回）：49% 4R通常（時短50回）：49%                                                                           |
| 大当たり出玉         | 大当たり出玉         | 15R：1400個 2R：170個                | 15R：1320個 10R：880個 2R：170個                 | 16R：1000個 8R：500個 4R：250個 | 16R：1000個 8R：500個 4R：250個 |
| リミット             | リミット             | なし                                 | なし                                             | 3回 | 3回 |
| 電サポ               | 確変                 | 確変大当たり終了後次回まで           | 確変大当たり終了後次回まで                       | 2回目大当たり終了後次回まで（3回リミット） | 2回目大当たり終了後次回まで（3回リミット） |
| 電サポ               | 時短                 | 通常大当たり終了後100回              | 通常大当たり終了後50回                           | 初回大当たり終了後100回・75回・50回・25回 3回リミット到達後50回 | 初回大当たり終了後100回・75回・50回・25回 3回リミット到達後50回 |
| 保留の数             | 保留の数             | 上始動口4個+下始動口4個              | 上始動口4個+下始動口4個                          | 上始動口4個+下始動口4個 | 上始動口4個+下始動口4個 |
| 保留の優先消化       | 保留の優先消化       | 下始動口優先                         | 下始動口優先                                     | 下始動口優先 | 下始動口優先 |

## ギンギラ★ガールズ
本作のために結成された限定ユニット。現実のグラビアアイドルとキャラクターによる混合ユニットとなっている。主に大当たりラウンド中の映像に登場する。

### メンバー
- 佐野ひなこ（中心メンバー[15]。SUNSET99ver.では単独の演出が多数搭載されている[16]。）
- 山根千佳
- 茜音（後に7代目ミスマリンちゃんとしても活動した[17]。）
- 日野麻衣
- マリン
- ワリン
- ウリン